# だるま

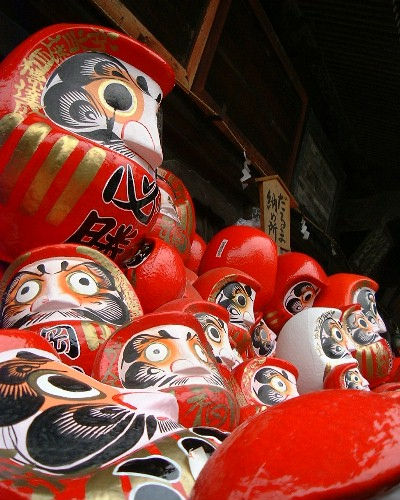
高崎・達磨寺のだるま

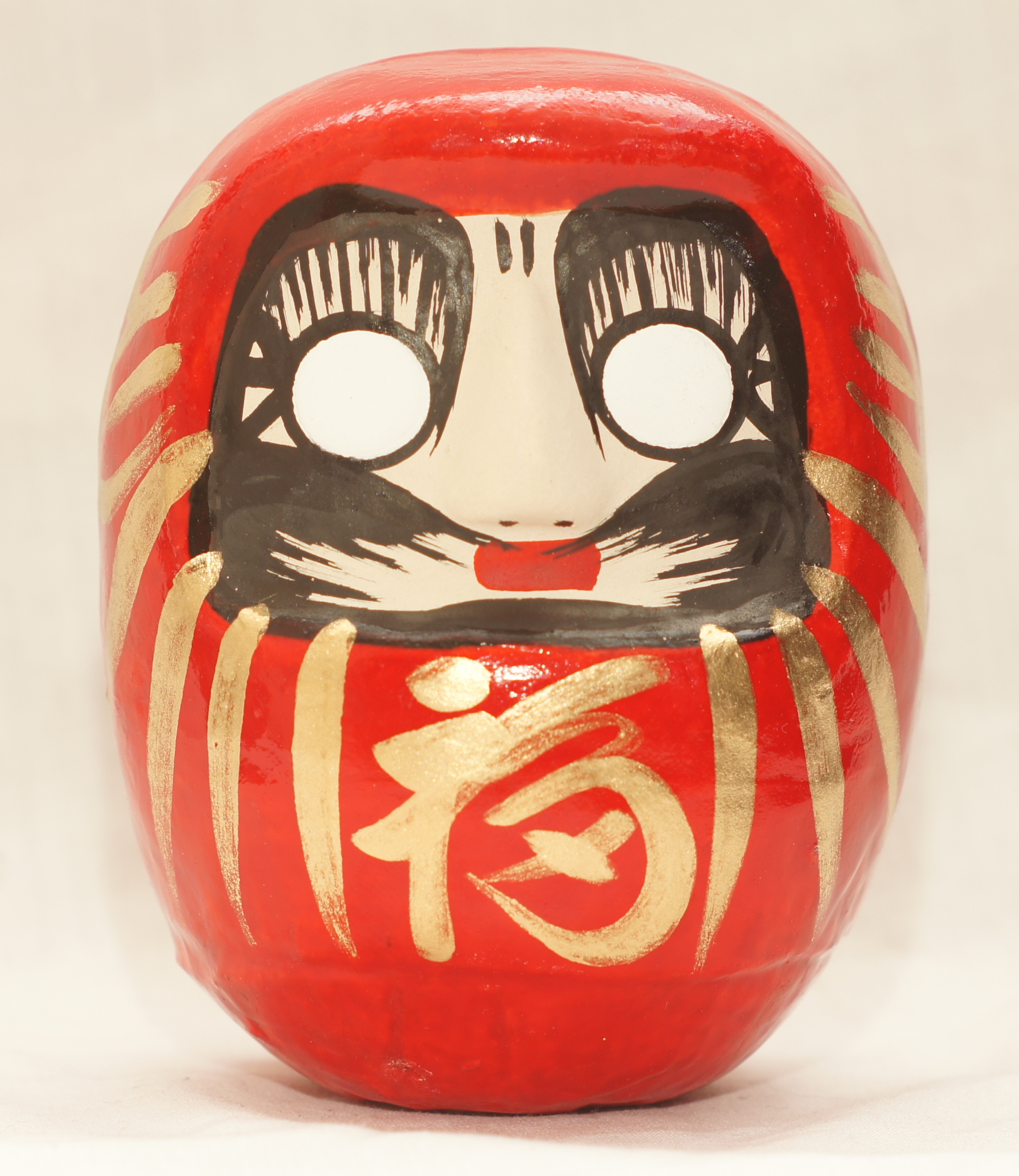
岡山県倉敷市玉島地区で作られている「玉島だるま」

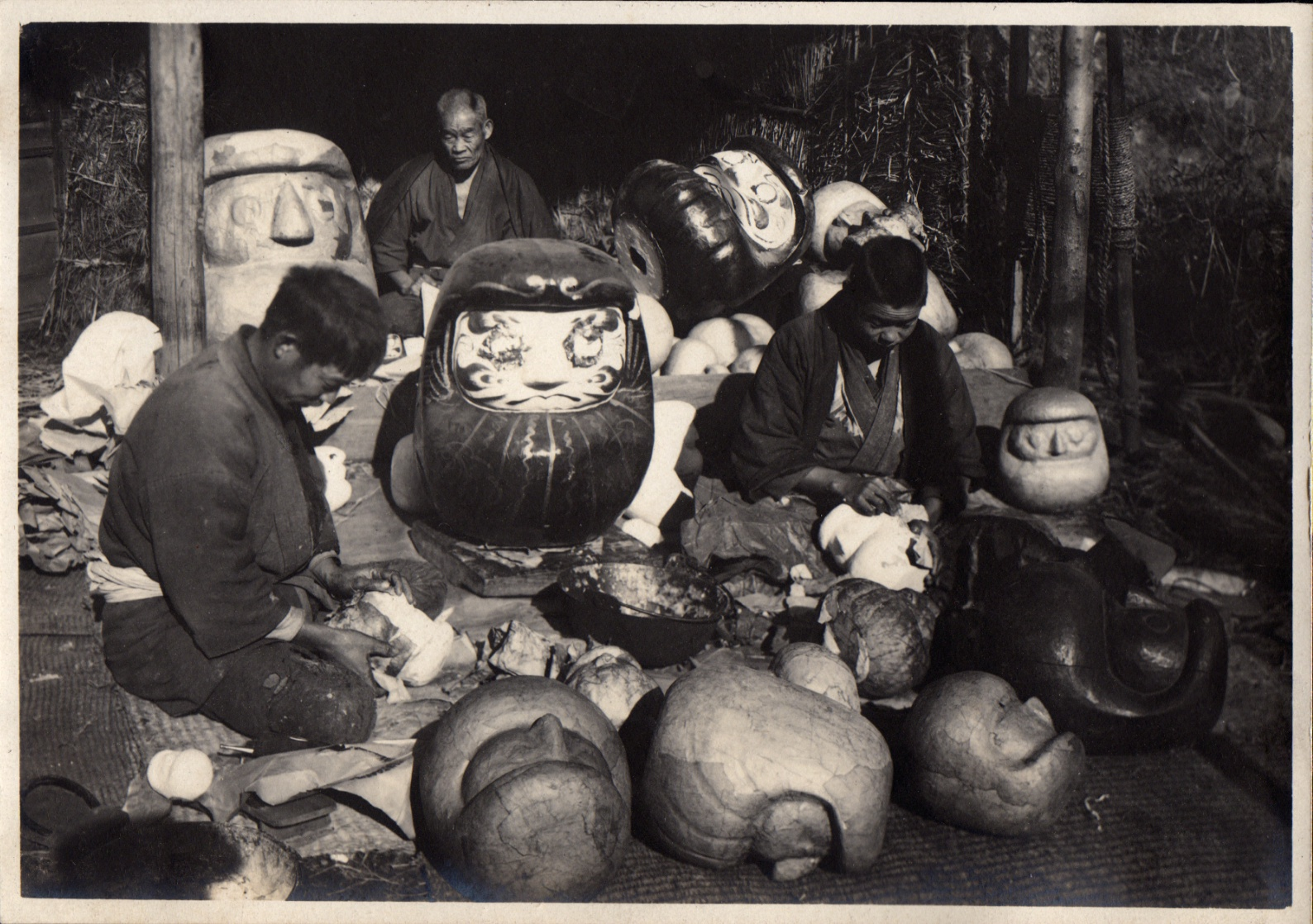
だるまを作る様子（1914年）

だるま（達磨）は、インドから中国へ仏教を伝えた僧侶・達磨。転じて、達磨の坐禅姿を模した日本の置物。現在では縁起物として広く親しまれている後者について、本項では解説する。
多くは赤色の張子（はりこ）で製作される。達磨が壁に向かって座禅を続けて（面壁九年）手足が腐ってしまったという伝説にちなみ、手足がなく、顔が大きい。白目のまま販売され、祈願のため左目に黒目を書き入れ、成就すると右にも黒目を入れる「目入れだるま」の風習が、江戸で文化年間に始まって以降続いている。

## 歴史

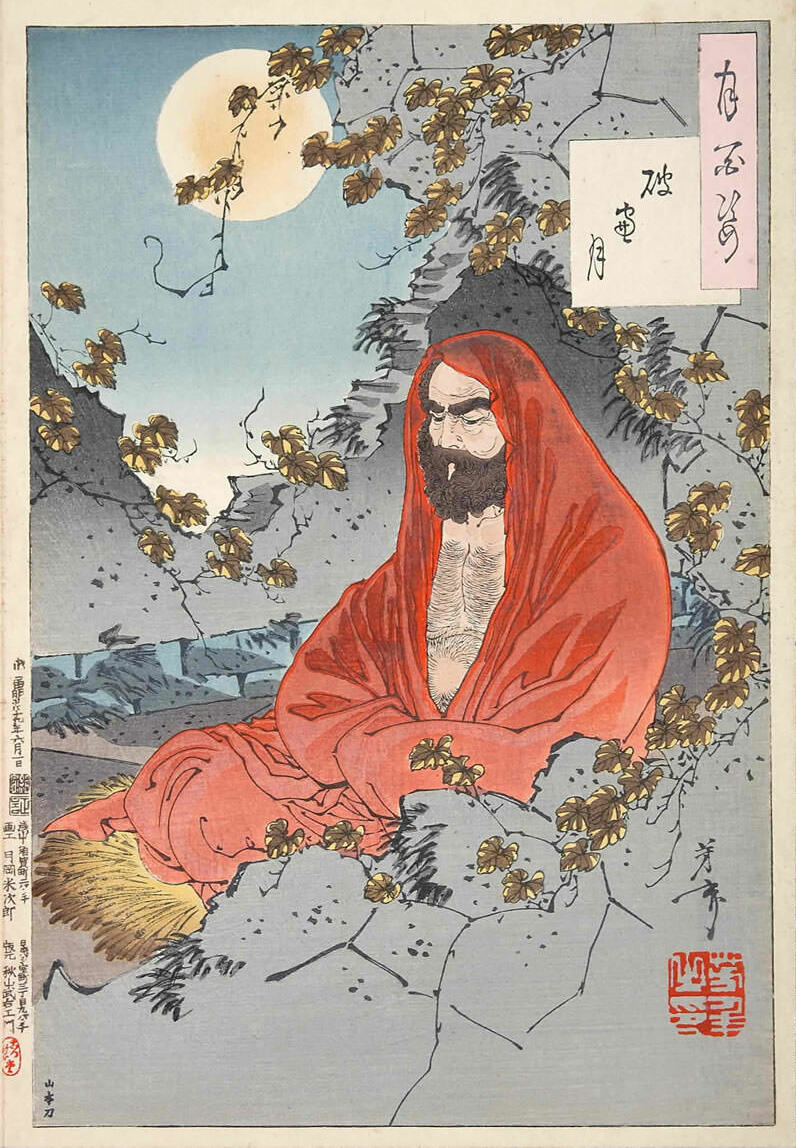
『達磨図』(月岡芳年筆、1887年)

鎌倉時代に日本に伝わった仏教禅宗では達磨大師という僧侶を重要視し、「祖師」の言葉は達磨を表すこともあるほどである。禅宗寺院では達磨大師を描いた掛け軸や札をいわゆる仏像のような役割で用いることが行われるが、達磨大師には壁に向かって九年の座禅を行ったことによって手足が腐ってしまったという伝説がある。ここから、手足のない形状で置物が作られるようになった。
だるまの源流は、丸みをつけた底近くに土製の重りを入れて重心を低くすることで、倒そうとしても起き上がる人形「不倒翁」にある。これが室町時代の日本に伝わり「起き上がりこぼし(起き上がり小法師)」が関西をはじめとしてつくられるようになった。今日のような「だるま」が生まれたのは江戸時代で、面壁九年と伝えられる達磨の座禅姿を、倒れても起き上がってくる起き上がり小法師に写し、不撓不屈の思いを込めたと推測されている。
江戸時代に中国から日本の長崎にある黄檗宗寺院に持ち込まれた起き上がり小法師は、インドで僧侶の衣服の色として用いられた黄色であったと伝えられているが、日本ではだるまは赤色を基調とした塗装が一般的である。火や血の色である赤は古来から魔除けの効果があると信じられていた。縄文時代には当時の魔法の器具ともいえる一大発明であった土器を作り出す火や命の糧である動物の血に力を感じていたことは想定できるし、古墳では石室に水銀朱がまかれて貴人の亡骸の腐敗を防ぐ役割を期待された。平安時代には貴人の住居や神社の鳥居も腐食を防ぐ赤である丹で塗られた。お祝い事の席には衣服にしろ食べ物にしろ赤が欠かせぬものであり、様々な病や災いは赤色を持って防げると考えられてきた。江戸時代以降に日本で描かれた達磨大師の絵なども赤い衣で描かれている。縁起物として、紅白となるよう白いだるまを作ることも行われてきた。
昭和以降になると、赤白色以外にも、黄色、緑色、金色等の色を基調とした色とりどりのだるまも製造されるようになった。

## だるまの種類
だるまは生産される地域によって形状、彩色、材質などが異なっており、地域名を冠した名称によって区別されることが多い。以下に、有名なだるまの種類を挙げる。

### 松川だるま

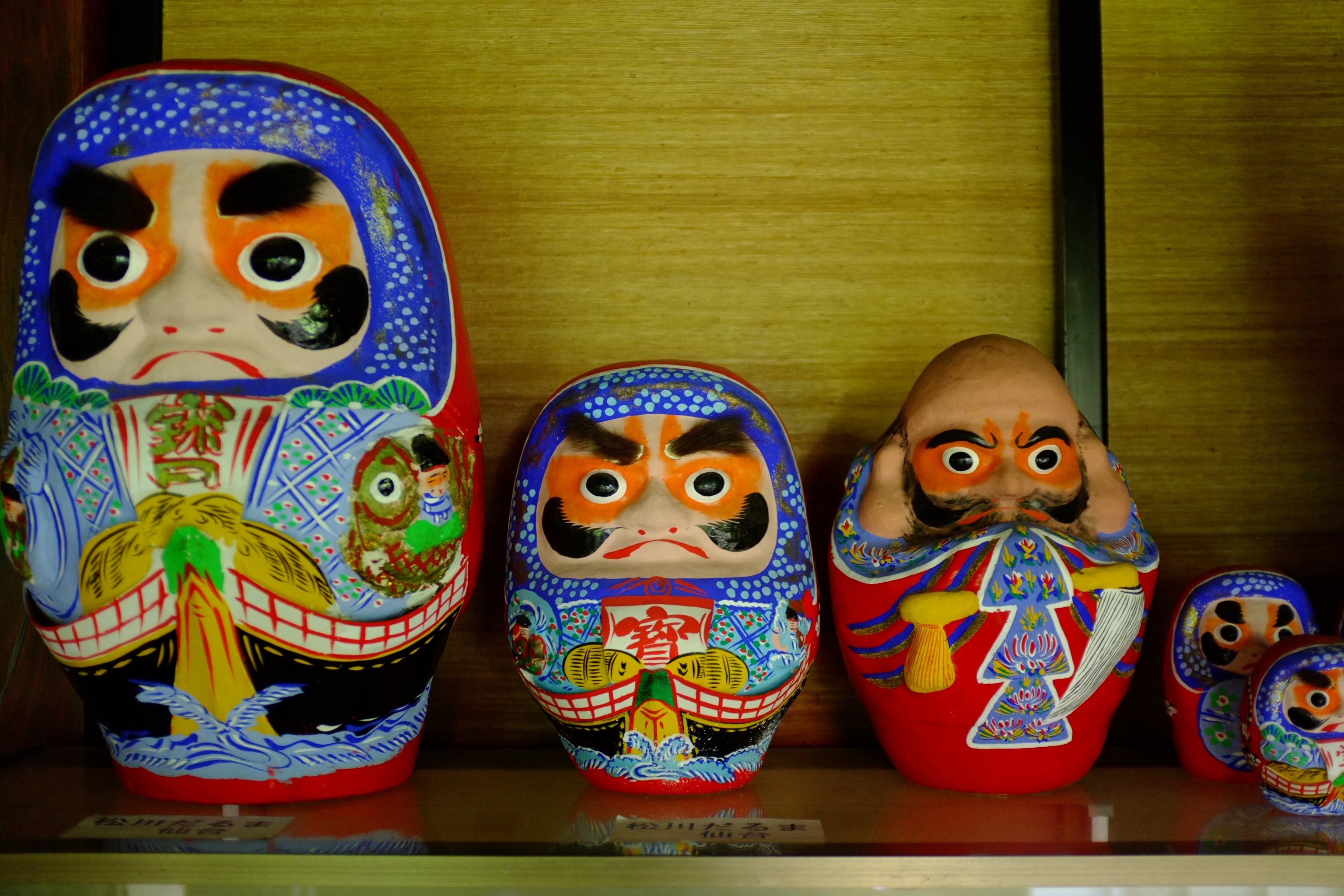
松川だるま（蟹仙洞所蔵）

宮城県仙台市とその近郊で制作されているだるま。胴体の前半分が青で後ろが赤、眉毛に毛を使っているのが特徴。また胴体前面の宝船や福の神が立体的に掘られている。材料には地元の柳生和紙を使用している。仙台張子の一種。天保年間に仙台藩士松川豊之進が始めたので「松川だるま」という。独眼だった仙台藩初代藩主伊達政宗に配慮して初めから両目とも描かれた状態で販売される。

### 高崎だるま

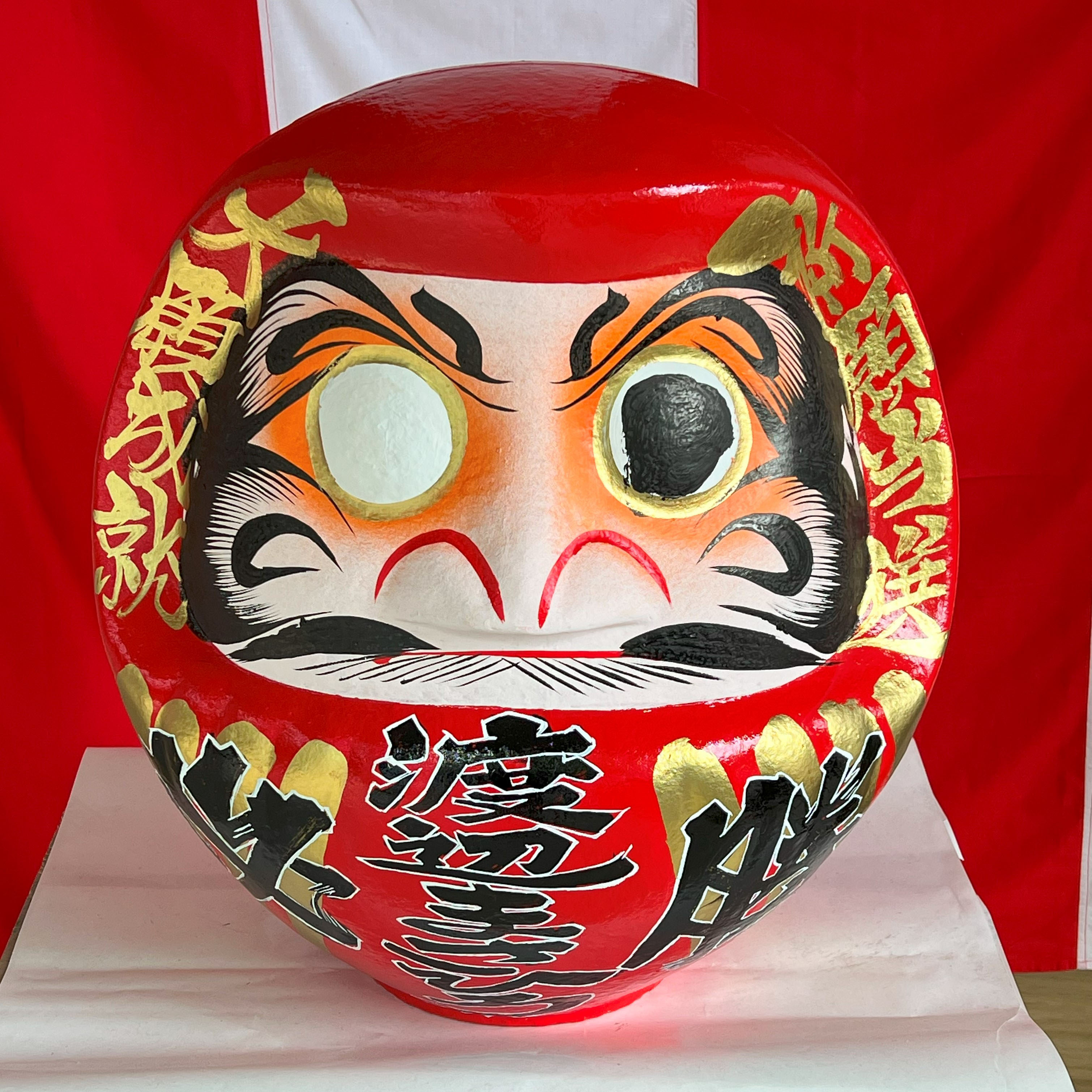
選挙用の高崎だるま

群馬県高崎市で生産されているだるま。「上州だるま」とも呼ばれているが、公式名称ではない（高崎だるまが地域団体商標に登録されている）。全国生産の80%に匹敵する年間90万個が生産されている。現代の選挙の際に立候補時に左目玉を墨で入れ、当選後に右目玉を墨で入れる「選挙だるま」のほとんどが高崎で生産されている。冬に乾燥する気候がだるま作りに適しており、農閑期の副業として盛んに行われた。
始まりは、延宝5年（1667年）に東皐心越禅師が開山した禅宗の一派である黄檗宗の少林山達磨寺で、毎年正月に心越禅師の描いた一筆達磨の座禅像を配り札としていたことによる。その後、文化年間に達磨寺の近隣の上豊岡の山県朋五郎が達磨寺九代目住職の東獄和尚に木型を彫ってもらい、和紙を張って作ったのが、高崎だるまの始まりとされている。
球に近い形状の赤色の胴体にくぼんだ白い顔がついており、そこに豪快な髭と眉毛が描かれている。この髭と眉毛は鶴と亀をあらわすという。衣服には金色の縦縞が描かれ、正面中央や顔の左右には文字が記入される。特注でここに祈願内容など独自の文字を入れることもでき、祈願のシンボルや祝儀の贈物として広く利用されている。

### 福島だるま
福島県福島市で生産されているだるま。江戸時代後期から約百五十年にわたり製作されてきた。やや長身で顔の彫りが深く、眉が鶴、髭が亀を表し、顔の両脇に火防を意味する唐草模様が描かれていて、どことなく華やかさがある。また、にらみつけ悪魔を退治し福を呼ぶという縁起物として、睨みを効かせるために最初から目が入っているのが特徴。

### 白河だるま
福島県白河市で生産されているだるま。江戸時代中期、白河藩主松平定信が絵師谷文晁に考案させたのが始まりとされる。地元のだるま製造店では、祖先が谷の図案とお墨付を路金とともに戴き、はるばる京へ「だるま」修業の命を受けて出立した。修業のあかつき眉毛は鶴、髭は亀、耳髭は松と梅、あご髭は竹を表して帰郷したと言い伝えられている。また、文政6年（1823年）の横町絵図に、旧奥州街道沿いの横町で現在もだるま製造業を営む渡邊だるま店の住居、作業所がある位置に「瓦作金七」の名が確認されていることから、この人物が白河だるまと大きく関わっている可能性が高いとされている。
白河だるまはあごひげが長いのが特徴。厄除けと家内安全の利益がある赤だるまと、開運の利益がある白だるまが作られている。年間15万個が生産されている。

### 越谷だるま

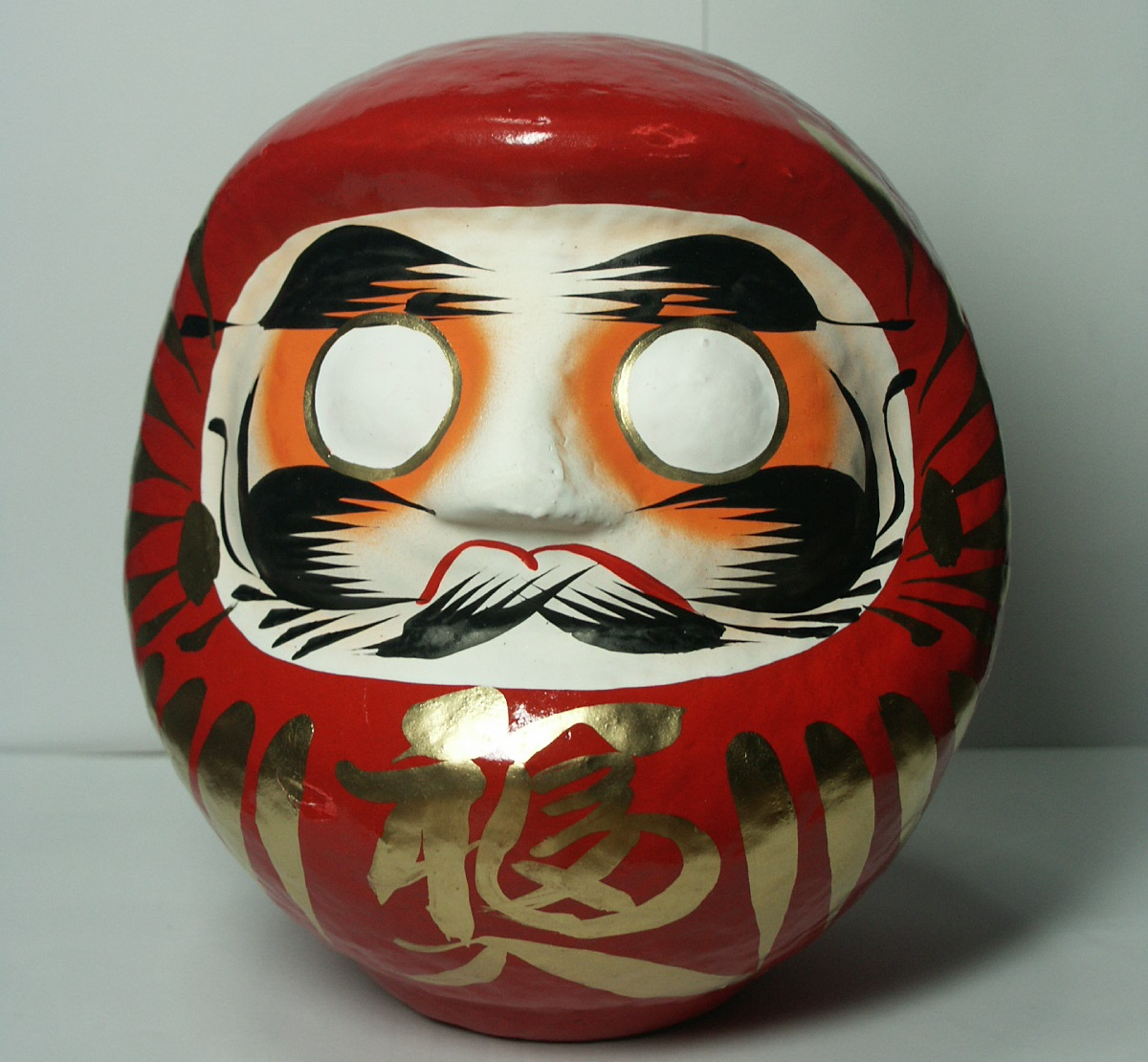
越谷だるま

埼玉県越谷市で生産されているだるま。「武州だるま」とも呼ばれ、江戸時代の享保年間（1716年〜1736年）に、間久里の「だる吉」という人形師が、従来あった起き上がりこぼしに座禅を組んだ達磨大師を描いたのが始まりといわれている。他に比べて「色白」「鼻高」「福福しい」という特徴があり、川崎大師や柴又帝釈天など関東一円をはじめ、全国に広く出荷され「越谷だるま」の名で知られている。越谷市だるま組合の越谷市の7軒、さいたま市（岩槻区）1軒、春日部市1軒により年間約40万個のだるまが生産されているが、そのほとんどが手作業によるもの。

### 東京だるま・多摩だるま
明治から始まり生糸や絹の産地である武蔵国の中でも特に多摩地域のだるま市で知られる。埼玉県でも見られるもので、養蚕農家が神棚に供えた物であり、合格祈願などのだるまも作る。

### 相州だるま
東京・八王子から伝統を受け継いだもので神奈川県平塚市（旧相模国）で生産されているだるま。

### 甲州だるま
別名「横沢だるま」（旧横沢町でつくられため）ともいわれ、武田信玄公がモチーフで、顔面の彫りが深く、鼻が高いのが特徴。

### 鈴川だるま
静岡県富士市の岳南地域で生産されているだるま。優しく穏やかな表情が特徴。

### 姫だるま

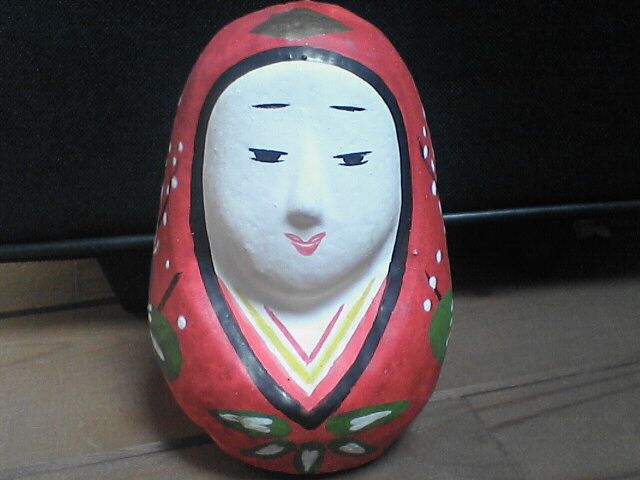
大分・竹田の姫だるま

愛媛県で作られる、女性の外見をしただるま。近現代になって皇国史観が広まってから神功皇后の置物として作ったもの。
大分県竹田市で作られているものは、姫だるま職人の後藤明子によれば、江戸時代、岡藩の下級武士の妻、綾女（あやじょ）をモデルにしたものとされる。戦前までは「起き上がり様」と呼ばれていた。太平洋戦争にともなう混乱で一時生産が途絶えたが、後藤恒人によって戦後まもなく復興され、1956年、彼の命名によって「姫だるま」と呼ばれるようになった。竹田市では、元日から1月2日にかけて姫だるまが各家に配られるという「投げ込み」という行事が行われ、配られただるまは神棚に飾られた。また、前年に配られただるまは小正月にトンド焼きで燃やされた。
女性の外見をしただるまは、新潟県や石川県でも生産されている。

### 五色願かけだるま
静岡県伊豆市の土肥達磨寺で売られているだるま。目を引いて売りやすくするために仏教というより道教で「空風火水土」をそれぞれ象徴する色「青、黄、赤、白、黒」で五色に塗り分けたもので、時代はそう下らない。日本の各地で養蚕が日本の一大輸出産業として盛んになった明治以降に作られ始めた繭型タイプのだるまの一つで、これの時代はもっと新しい。丸型ではなく、ひょうたんのように下部が大きい。願い事を開運札に書いてだるまに貼り、お祈りする時には、南無達磨娑婆訶（なむだもそわか）と三回唱えるとしている。

### 豊の姫だるま
大分県大分市宗方地区で販売されているだるま。幸せを呼ぶ鈴を入れた「だるま」鄕土玩具。ピンクを基調とした装飾用の七転八起の可愛い「だるま」で、おきあがりこぼし的な小さな「だるま」。旧大分県速見郡日出町の発展に尽力をした速津媛（『豊後国風土記』）を人形化したもので「招福の喜」「人生の幸」「代々の栄」を祈願している。

### 三原だるま
広島県三原市のだるま。三原神明市で販売される。「願いが成る」ように鳴物の鈴や小石が入れられ、細長い頭をしており、「名島だるま」と同じく豆絞りの鉢巻を締めている。また、拳大のだるまは「にぎりだるま」と呼ばれる。三原市のマスコットキャラクターとして2015年に制定されたやっさだるマンはこれに由来する。

## だるま市
だるまを販売する市が、だるま市として毎年各地で開催されている。少林山七草大祭と厄除元三大師大祭に、毘沙門天大祭か白河だるま市を合わせて日本三大だるま市と称される。
- 少林山七草大祭（高崎だるま市）

高崎市内にある少林山達磨寺で毎年1月6日～7日に開催される。通称「高崎だるま市」。毎年約24万人の人出があった。
2016年に寺と群馬県神農街商協同組合、群馬県達磨製造協同組合との調整がつかず、開催形態に変化が生じ、2017年には従来のものに代わる行事として1月1日〜2日に高崎駅西口駅前通りで「高崎だるま市」が開催された。
- 厄除元三大師大祭（深大寺だるま市）

東京都調布市の深大寺で毎年3月3日～4日に行われる寺最大の祭であり、東京最大のだるま市の「深大寺のだるま市」として知られており、「三大だるま市」の一つ。
- 縛られ地蔵 結びだるま市

東京都葛飾区にある業平山南蔵院 (葛飾区東水元)にて例年12月31日、1月1日に開催されているだるま市。霊験あらたかな、しばられ地蔵の荒縄が巻かれた結びだるまが売られている。
- 毘沙門天大祭

静岡県富士市の毘沙門天「今井山妙法寺」で旧正月の7日から9日まで開催される。50万の人出がある。
- 白河だるま市

JR白河駅前の目抜き通りをメイン会場として開催される。毎年2月11日（建国記念の日）開催。15万人の人出がある。
- 三春だるま市

福島県三春町の大町おまつり道路で1月第三週日曜日に開催。高柴デコ屋敷で製作された三春だるまが中心。頭が平たく最初から目が入っているのが特徴。
- 川崎大師だるま市

毎年1月3日開催。
- 五日市だるま市

JR武蔵五日市駅前の檜原街道で開催される。毎年1月10日開催。
- 青梅だるま市（青梅だるま展）

JR青梅駅前の旧青梅街道で開催される。毎年1月12日開催。
- 拝島大師達磨市

毎年1月2日～3日開催。
- 喜多院だるま市

川越大師（喜多院）にて毎年1月3日開催。
- 前橋市だるま市

だるまや縁起物など、600店もの露店が並ぶ「初市まつり」。毎年1月9日開催。
- 麻生不動（木賊不動尊）だるま市

神奈川県川崎市麻生区にある麻生不動尊にて毎年1月28日に開催される。
- 鉾持神社十四日市（だるま市）

長野県伊那市高遠町で室町時代に養蚕の豊穣を祈って始まった祈念祭が、明治の中頃からだるまを売るようになり、だるま市と呼ばれるようになる。旧暦正月14日に行われていたが、少なくとも1979年以降は2月11日に開催されている。毎年2月11日開催。
- 三原神明市（ダルマ市）

JR三原駅北側一帯(広島県三原市東町・館町・本町)で、毎年2月第２日曜日を含む3日間開催される。「神明大ダルマ」が飾られ「だるまくじ」もある。神明市は室町時代末期、ダルマ市は江戸時代末期に始まったという。広島県三原市の公式マスコットキャラクターは「やっさだるマン」というやっさ踊りを踊る大だるまで、大森研一監督の映画『やっさだるマン』のタイトルにもなった。
- 星辻神社だるま祭り

秋田市大町にある星辻神社で例年4月12日、4月13日に開催される。明治の中頃から厄除けの火伏せだるまとして販売が始まった。祭りの日には雨が降り、火難を防ぐという言い伝えがある。

## だるまから派生したもの

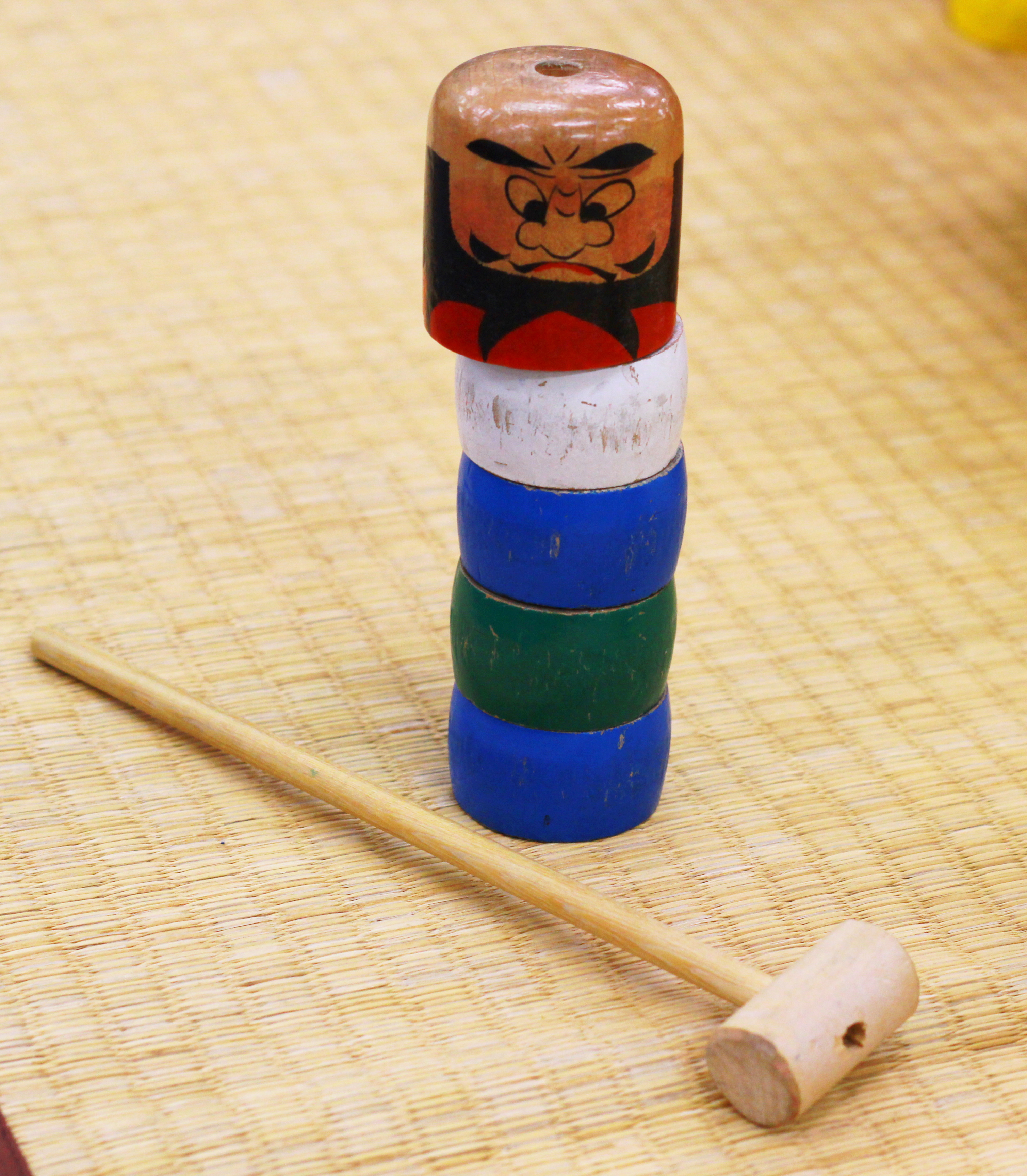
だるま落とし

### だるま落とし
弾丸の先端に形状が似ただるまの下に、円柱を数段重ね、それを横から1段ずつ木槌で叩いて抜き、倒れないようにうまく一番上のだるまを落とすという玩具・遊びである。胴を素早く叩くのがコツである。

### だるまさんがころんだ
こどもの遊びの一種。鬼ごっこの変種と考えられる。鬼がその他の参加者に背中を向けて「だるまさんがころんだ」を唱える間に、他の参加者が鬼に触れ、より遠くへ逃げることを目的とする。鬼が呪文を唱えている時以外は、他の参加者は身動きの一切を禁じられる。

### にらめっこ
二人が顔を見合わせ、笑いを我慢する。この時、「だるまさんだるまさん、にらめっこしましょ、笑うと負けよ、あっぷっぷ」とかけ声をかける。『オレたちひょうきん族』にもこのコーナーがあった。

### だるま弁当

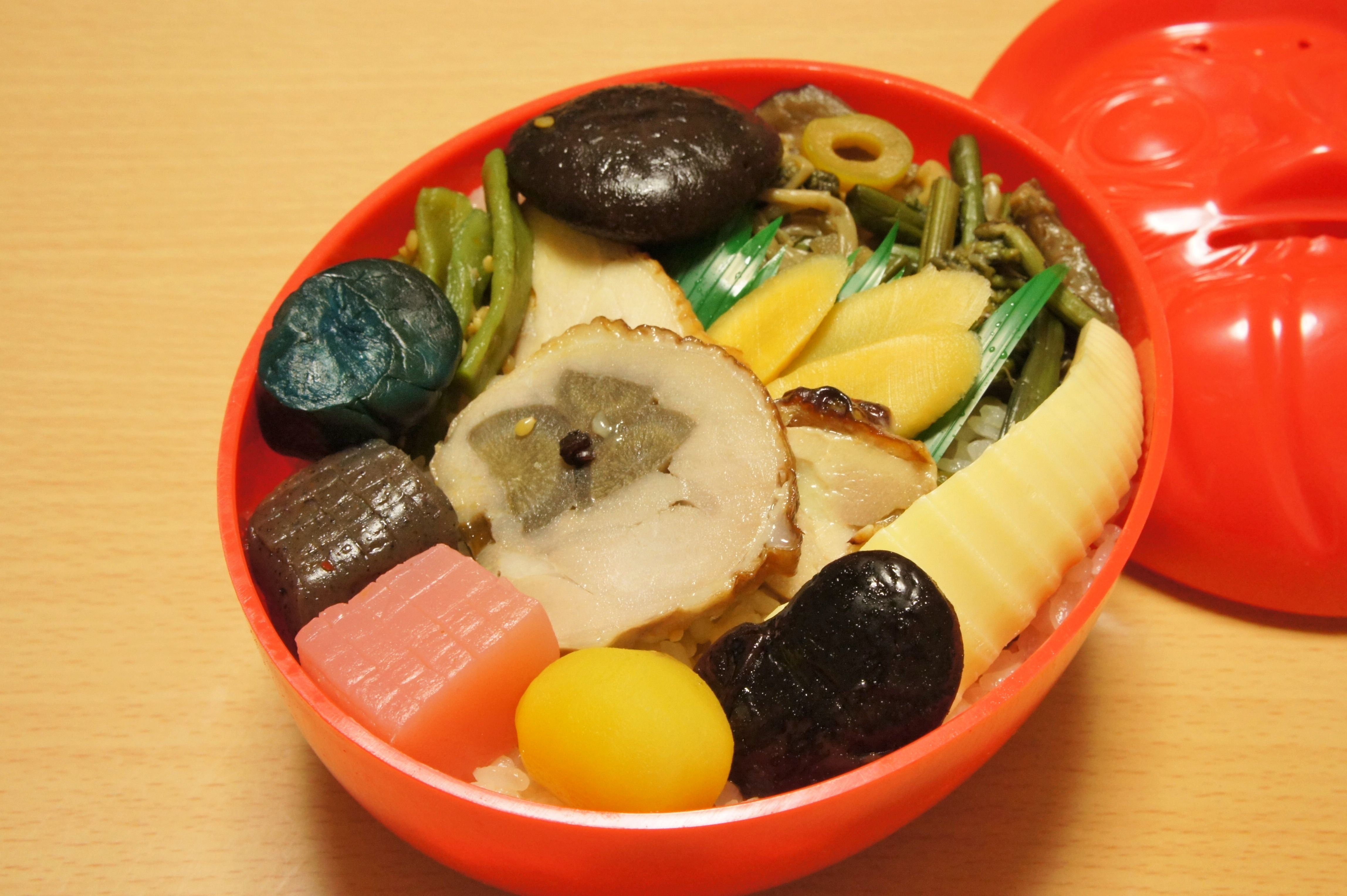
だるま弁当

高崎駅の有名な駅弁にだるま弁当というのがある。高崎市がだるま製造で有名なことを受けて、だるま型の容器に白ご飯を敷き、その上におかずを載せたもの。レギュラー版は「高崎だるま」に似たプラスチック容器を用いているが、古いだるま弁当を再現した「復刻だるま弁当」は瀬戸物の眼光鋭い達磨の表情を描いた容器となっており、全く別の造形である。

### 勝造
株式会社ココロが開発した玩具。1986年発売。達磨が改名したとの設定で、だるまに手足が備わった姿をしており激励の言葉を発する。

### だるまに因む言葉

フィクションにおけるだるまの例

- 火だるま - 焼身の様子。全体が燃え上がること。さらに転じて四方八方から攻撃を受けたり、攻撃に対して対応ができずなすがままの状態のこと。
- 血だるま - 全身血まみれの状態を指す。
- だるま電車 - 京急800形電車の俗称[22]。

#### 形状や容姿など視覚情報からの連想
- 雪だるま - だるまを模した雪像。
- ダルマ（ダルマ蔵相/ダルマ宰相） - 大正・昭和の政治家であった高橋是清の愛称。その体格に因む。
- ダルマストーブ - 薪（石炭）ストーブの1つ。薪（石炭）を入れる中央部分が膨らんでおり、その形状がだるまに似ている事に因む。
- だるま - サントリーのウイスキーの1つ、サントリーオールドの愛称。ボトルの形状に因む。バー等で呼称される。たぬきと呼ばれる事もある。
- ダルマセリカ - そのボディ形状から初代の2ドア車に付けられた愛称。
- だるま女・中国奥地の達者（だるま） - 都市伝説の一つ。
- ダルマウス - だるまにマウス機能を内蔵したマウス、本物の高崎だるまを使用している事に因む。
- だるま型自転車 -オーディナリー型自転車（ペニー・ファージング）の日本での通称。
- ダルマ管 - 真空管の形状の一種である「ST管」の俗称[23]。

## だるまを題材とした作品
- 『ダルマよ足を出せ』（水島新司 作、日の丸文庫）[24]
- 『ダルマが歩いた』（水島新司 作、日の丸文庫）[24]
- 『だるまちゃん』の絵本（加古里子 作・絵、福音館書店）[25]
  - 『だるまちゃんとてんぐちゃん』（1967年、ISBN 978-4-8340-0124-2）[26]
  - 『だるまちゃんとかみなりちゃん』（1968年、ISBN 978-4-8340-0159-4）[27]
  - 『だるまちゃんとうさぎちゃん』（1977年、ISBN 978-4-8340-0450-2）[28]
  - 『だるまちゃんととらのこちゃん』（1987年、ISBN 978-4-8340-0139-6）[29]
  - 『だるまちゃんとだいこくちゃん』（2001年、ISBN 978-4-8340-1730-4）[30]
  - 『だるまちゃんとてんじんちゃん』（2006年、ISBN 978-4-8340-2246-9）[31]
  - 『だるまちゃんとやまんめちゃん』（2014年、ISBN 978-4-8340-8098-8）[32]
  - 『だるまちゃんとにおうちゃん』（2016年、ISBN 978-4-8340-8303-3）[33]
  - 『だるまちゃんしんぶん』（2016年、ISBN 9784834083040）[34]
  - 『だるまちゃんとはやたちゃん』（2018年、ISBN 978-4-8340-8375-0）[35]
  - 『だるまちゃんとキジムナちゃん』（2018年、ISBN 978-4-8340-8374-3）[36]
  - 『だるまちゃんとかまどんちゃん』（2018年、ISBN 978-4-8340-8373-6）[37]
- 『ころころ だるまさん』（1972年、荒川薫 作/赤羽末吉 絵、福音館書店）[38][39]
- 『だるまのマーくんとはいたのおばけ』（2005年、小沢正 作/片山健 画、ポプラ社、ISBN 9784591089446）[40]
- 『だるまさん』シリーズ（かがくいひろし 作、ブロンズ新社）[41]
  - 『だるまさんが』（2008年、ISBN 9784893094315）[42]
  - 『だるまさんの』（2008年、ISBN 9784893094476）[43]
  - 『だるまさんと』（2009年、ISBN 9784893094520）[44]
- 『もりのだるまさんかぞく』シリーズ（高橋和枝 作、教育画劇）[45]
  - 『もりのだるまさんかぞく』（2012年、ISBN 9784774612621）[46]
  - 『だるまさんかぞくうみへいく』（2014年、ISBN 9784774613765）[47]
- 『だるまだ！』（2015年、高畠那生 作、好学社、ISBN 9784769023210）[48]
- 『だるまさん あっぷっぷ！』（2025年、長野ヒデ子 作/つちだのぶこ 画、あすなろ書房、ISBN 9784751531884）[49]

## 関連文献
- 『達磨からだるま　ものしり大辞典』中村浩訳・著、社会評論社刊（2011年7月）、ISBN 978-4-7845-1903-3 C0076
- 『浮世絵のなかの江戸玩具　消えたみみずく、だるまが笑う』藤岡摩里子・著、社会評論社刊（2008年2月刊）、ISBN 978-4-7845-0936-2 C0071